# Hugues Obry
Hugues Obry, né le 19 mai 1973 à Enghien-les-Bains, est un ancien escrimeur français, pratiquant l'épée. Il est directeur technique du Levallois Sporting Club et entraîneur de l'équipe de France d'épée masculine jusqu'au JO de Rio 2016. Maintenant il est entraineur de l’équipe de Chine d'épée.

## Biographie
Après une première médaille mondiale avec l'équipe de France d'épée en 1995, il doit attendre 1998 pour remonter sur un podium dans un grand championnat. C'est tout d'abord le titre européen, complété par une médaille d'argent par équipes, puis c'est la consécration mondiale avec le titre aux championnats du monde de La Chaux-de-Fonds. Le titre individuel est également suivi d'une médaille d'argent par équipes.
L'année suivante, il remporte son premier titre par équipes lors des mondiaux de Séoul. Lors des Jeux olympiques de 2000 de Sydney, il remporte tout d'abord une médaille d'argent en individuel, avant de remporter une nouvelle médaille d'argent avec l'équipe d'épée qui comprend également le champion olympique de 1992 Éric Srecki. Cette médaille constitue son pire souvenir en carrière, vivant comme une trahison envers ses partenaires l'impossibilité de pourvoir marquer la dernière touche.
Il prendra sa revanche lors des Jeux olympiques de 2004 d'Athènes avec une nouvelle équipe de France composée des frères Jérôme et Fabrice Jeannet et Erik Boisse. Cette médaille lui permet de prendre sa retraite sportive sereinement avant d'entamer une carrière d'entraîneur au sein des équipes de France de jeunes. 
Depuis les Jeux olympiques de 2008, il est consultant escrime pour RMC. Passionné de poker, il est depuis, le 15 juin 2012, coanimateur de l'émission RMC Poker show avec Daniel Riolo et Antonin Teisseire, puis Valentin Messina et Antoine Vannini.

## Palmarès
- Jeux olympiques d'été
  - Médaille d'or par équipes aux Jeux olympiques de 2004 d'Athènes
  - Médaille d'argent aux Jeux olympiques de 2000 de Sydney
  - Médaille d'argent par équipes aux Jeux olympiques de 2000 de Sydney
- Championnat du monde
  - médaille d'or en 1998
  - médaille d'or par équipes en 1999
  - médaille d'argent par équipes en 1995 et 1998
- Championnat d'Europe
  - médaille d'or en 1998
  - médaille d'argent par équipes en 1998 et 1999

## Distinction
- Chevalier de la Légion d'honneur[1]